# 牟知列岩

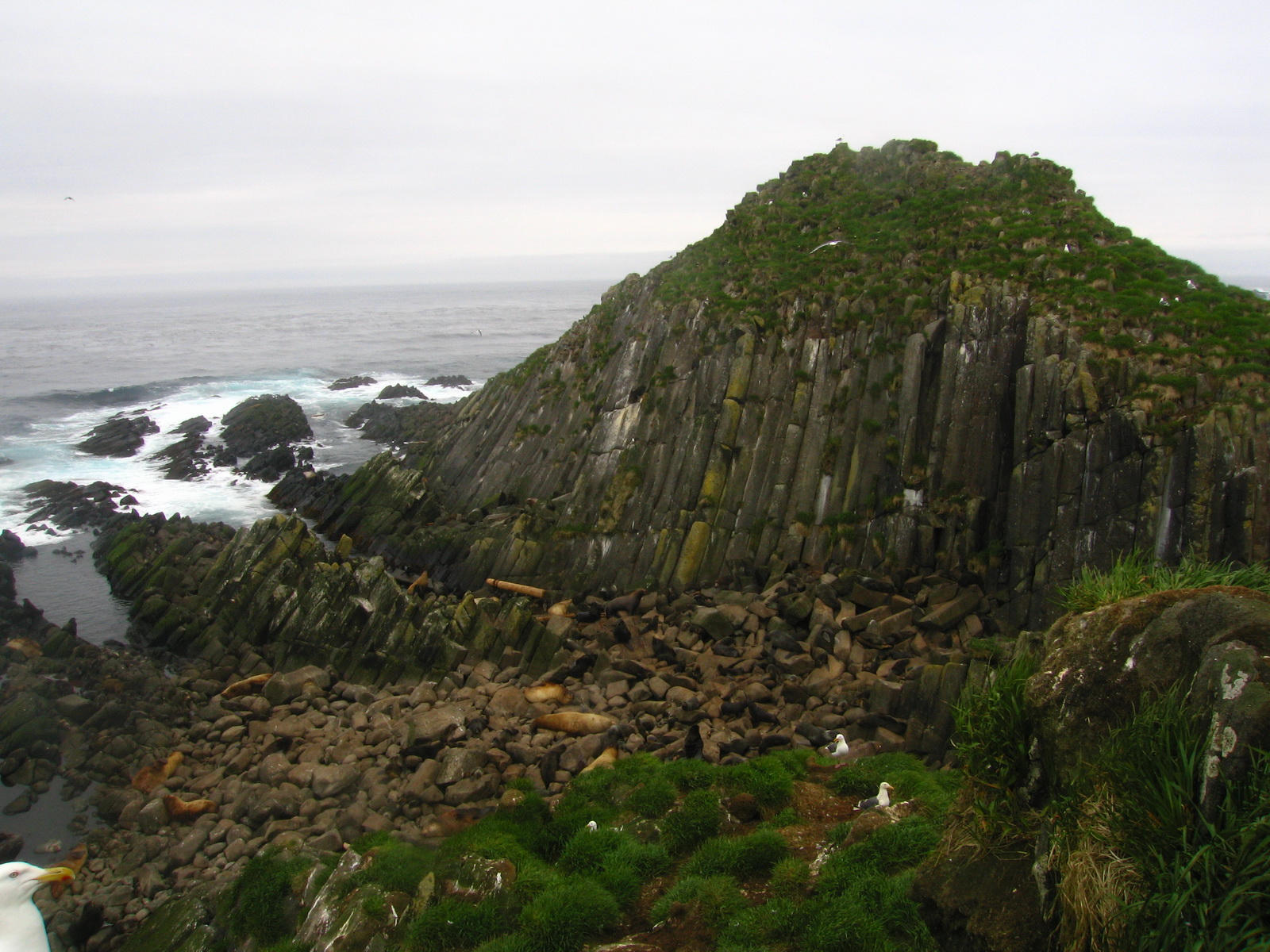
牟知列岩

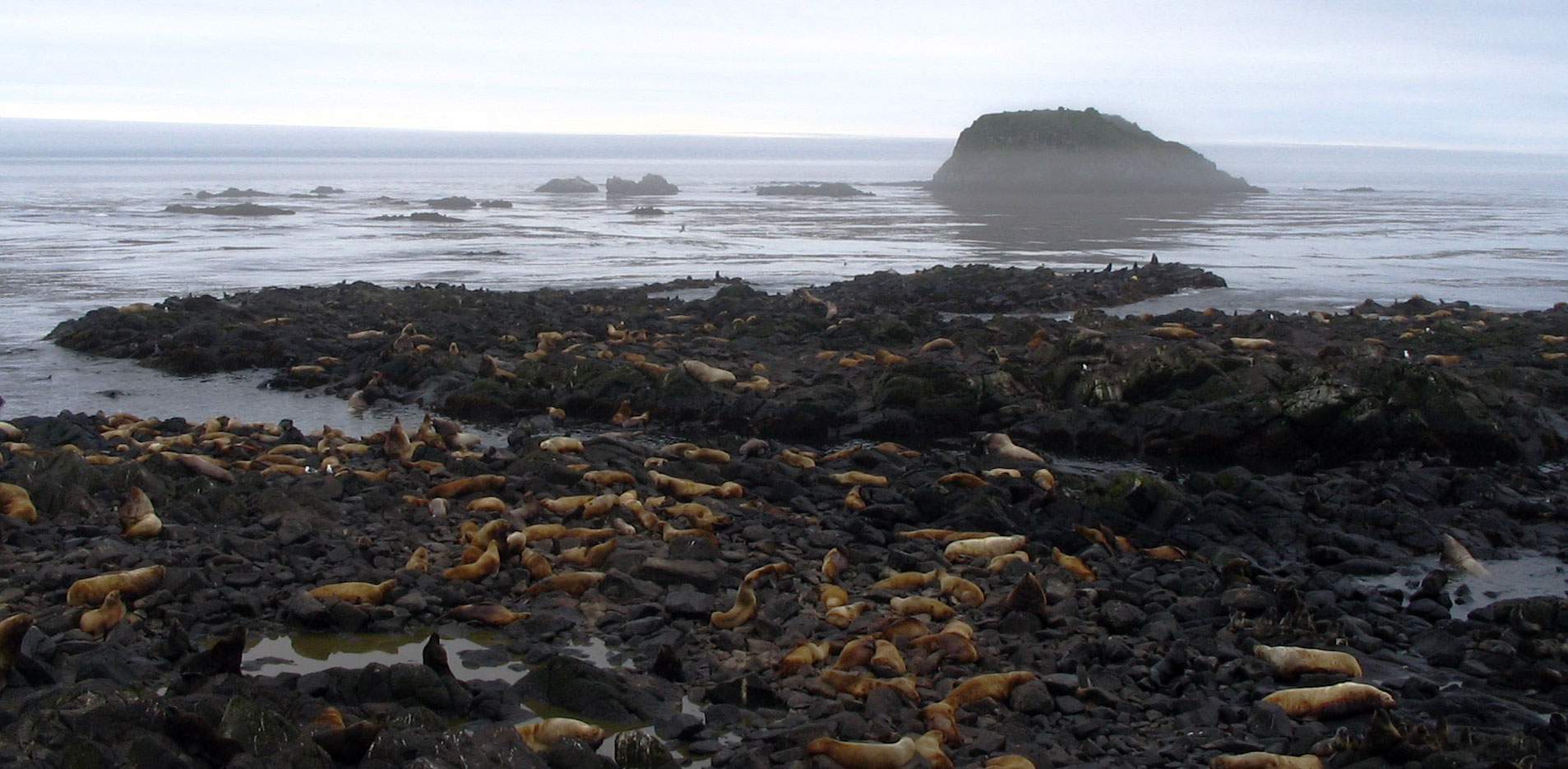
牟知列岩

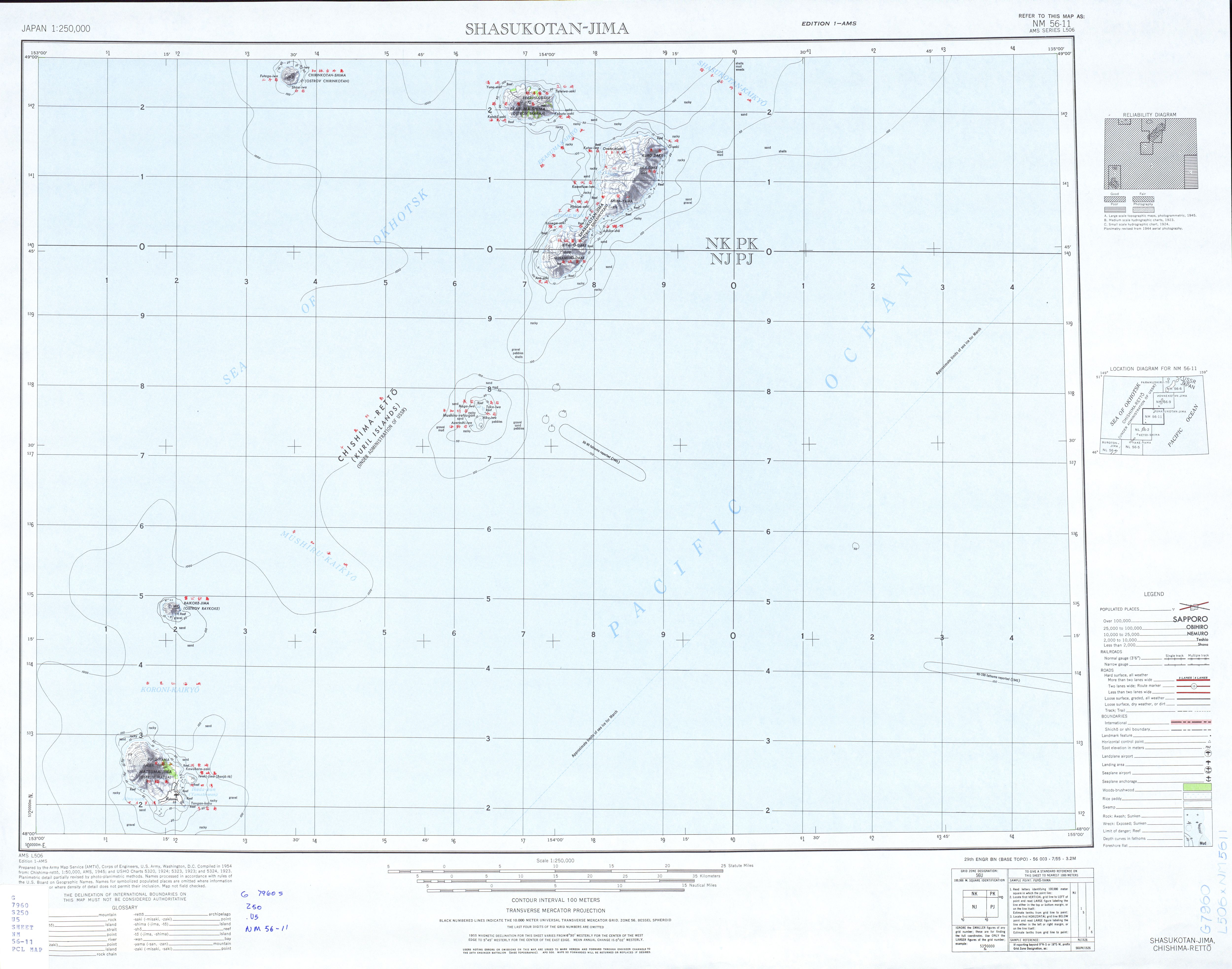
昭和29年の知林古丹島・越渇磨島・捨子古丹島・牟知列岩・雷公計島・松輪島

牟知列岩（むしるれつがん）とは、千島列島にある4つの岩礁の総称。ロシア名はロヴシュキ列岩（Скалы Ловушки、ロシア語で「罠」の意）。
岩礁の名前の由来は、アイヌ語の「モシリ（島）」が「ムシル」に訛ったもの。

## 地理
千島列島の中部に位置し、北東には捨子古丹島、南西には雷公計島がある。
地形は火山島が浸食されてできたもので、現在ではオットセイやトドの繁殖地となっている。
4つの岩礁にはアイヌ語が由来の次の呼び名がある。
- チロモシル／チリ・オ・モシル（小鳥・そこに沢山いる・島→小鳥がそこに群れている島）
- カパリショ／カパル・イショ（平たい・それの岩→平たい（鰈のような）それの岩）
- トポニイショ／トポ・ネ・イショ（水溜り・～である・それの岩→水溜りであるそれの岩）
- オチポケ／オチ・ポケ（突進する・下に＜先方に＞→潮流が先方に突進する）

牟知列岩は千島列島の中でも潮の流れが速い海の難所であり、アイヌ語の地名もそれを表している。

## 歴史
- 1644年（正保元年）、「正保御国絵図」が作成された際、幕命により松前藩が提出した自藩領地図には、「クナシリ」「エトロホ」「ウルフ」など39の島々が描かれていた。
- 1715年（正徳5年）、松前藩主は幕府に対し、「北海道本島、樺太、千島列島、勘察加」は松前藩領と報告。
- 1855年（安政元年）、日露通好条約によりロシア領となる。
- 1875年（明治8年）、樺太・千島交換条約により日本領になる。

かつては、日本の行政区分において、北海道根室支庁（現在の根室振興局）管内の占守郡最南端に位置しており、雷公計島との間で新知郡の境目を成していた。
現在はロシア連邦が実効支配しているが、日本政府は国際法的には所属未定地と主張している。